# Білий і неодружений
«Білий і неодружений» (англ. White and Unmarried) — американська кінокомедія режисера Тома Формана 1921 року.

## Сюжет
Коли фігура злочинного світу успадковує стан, він прагне стати респектабельним бізнесменом. Але під час поїздки в Париж, він зустрічає декількох не дуже чесних типів, які думають, що він дозрів для вибору.

## У ролях
- Томас Міган — Біллі Кейн
- Жаклін Логан — Андре Дюпот
- Грейс Дармонд — Доротея Вельтер
- Волтер Лонг — Чікок
- Ллойд Вітлок — Маршал
- Фред Блум — містер Вельтер
- Меріен Скіннер — місіс Вельтер
- Джорджі Стоун — Віктор
- Джек Герберт — Жак
- Лоретта Янг — дитина